# Reniero Zeno
Reniero Zeno, död den 7 juli 1268, var en venetiansk doge.
Zeno valdes 1252 till doge efter att ha utmärkt sig som podestà av Fermo genom vackra krigsbedrifter, bland annat erövringen av Zara. Kort därpå slöt han med Manfred, Neapels kung, ett för Venedig förmånligt handels- och alliansfördrag samt vann åtskilliga framgångar i ett krig mot Padua. På grund av stridiga handels- och politiska intressen i Orienten råkade Venedig därefter i krig med bysantiner och genueser; det segrade i fyra stora sjöslag: vid Tyrus och vid Ptolemais under Lorenzo Tiepolo, vid Morea under Gilberto Dandolo och vid Val di Mazaro (Trapani) under Marco Gradenigo och Jacopo Dandolo. Fred slöts därpå med bysantinerna, varvid stora handelsförmåner utverkades åt Venedig. Zeno var en av Venedigs mest framstående doger; han främjade handeln, befäste ordningen och förskönade staden, bland annat genom en ombyggnad av Rialtobron.